# Arothron mappa
Arothron mappa es una especie de peces de la familia Tetraodontidae en el orden de los Tetraodontiformes.

## Morfología
Los machos pueden llegar alcanzar los 65 cm de longitud total.

## Alimentación
Come algas,  esponjas de mar y invertebrados  bentónicos.

## Hábitat
Es un pez de mar de clima tropical y asociado a los  arrecifes de coral que vive entre 4-30 m de profundidad.

## Distribución geográfica
Se encuentra desde el África oriental KwaZulu-Natal (Sudáfrica), Samoa, las islas Ryukyu, al oeste del Mar del Japón, Nueva Caledonia y Queensland (Australia).